# Pobreza absoluta
A situação de pobreza absoluta segundo a Organização das Nações Unidas é a privação severa de necessidades humanas básicas tais como comida, água tratada, saúde, informação e abrigo, dependendo não da renda mas do acesso aos serviços públicos.
A pobreza absoluta divide-se em: pobreza primária, quando o rendimento permite apenas a manutenção, ainda que ao mais baixo nível; e pobreza secundária, ocorre quando o rendimento é suficiente para satisfazer as necessidades básicas, mas devido a má administração dos rendimentos, estas não são satisfeitas. 
Segundo a Declaração das Nações Unidas emitido na Cimeira Mundial sobre o Desenvolvimento Social, em Copenhaga, em 1995, a pobreza absoluta é "uma condição caracterizada por uma grave privação de necessidades humanas básicas, como alimentos, água potável, instalações sanitárias, saúde, residência, educação e informação. Isto depende não só do rendimento, mas também do acesso aos serviços". 
1. ↑  «PAWSSD Chapter 2 | DISD». www.un.org (em inglês). 30 de junho de 2015. Consultado em 24 de maio de 2021